# Steel Bank Common Lisp
Steel Bank Common Lisp (SBCL) — вільна реалізація стандарту Коммон Лісп, має швидкісний компілятор в машинні коди, підтримку юнікоду та нитей.